# Unión del Pueblo Canario
Unión del Pueblo Canario (UPC) fue una coalición de partidos políticos comunistas, independentistas y nacionalistas de izquierdas de Canarias que existió entre finales de los años 70 y principios de los 80.

## Integrantes
Formaban parte de Unión del Pueblo Canario:
- Partido Comunista Canario-provisional (PCC[p]). Más tarde pasará a llamarse Partido de la Revolución Canaria (PRC)
- Células Comunistas
- Partido de Unificación Comunista de Canarias (PUCC). Más tarde pasará a denominarse Movimiento de Izquierda Revolucionaria del Archipiélago Canario (MIRAC)
- Asamblea Canaria
- Partido Socialista de Canarias (escisión del Partido Socialista Popular cuando este se integra en el PSOE)
- Confederación Autónoma Nacionalista Canaria (CANC). Cristianos de base y socialistas autogestionarios.
- Radicales de base de Pueblo Canario Unido.

## Historia
En las elecciones a cortes de 1977 se presentó en la provincia de Las Palmas una coalición entre Células Comunistas y Partido Comunista Canario-provisional (PCC[p]), que concurrieron bajo el nombre de Pueblo Canario Unido (PCU). En dichas elecciones llegaron a ser la tercera fuerza política más votada de la ciudad de Las Palmas de Gran Canaria como de la Provincia.
Tras la experiencia de PCU, el proyecto se amplia, sumándose al mismo otras organizaciones como el Partido de Unificación Comunista Canario (que se había presentado en coalición con otros partidos menores en la provincia de Santa Cruz de Tenerife, sin obtener el respaldo electoral que PCU obtuvo en Las Palmas) y algunas organizaciones socialistas autonomistas. De este modo se forma la Unión del Pueblo Canario (UPC).
En las elecciones municipales de 1979 UPC logra la alcaldía de Las Palmas de Gran Canaria, con Manuel Bermejo; y en las generales Fernando Sagaseta es elegido diputado. Llegó a convertirse en la tercera fuerza política de Canarias.
En cuanto a la labor parlamentaria, la UPC, integrada en el Grupo Mixto y representada por Fernando Sagaseta, defendió la neutralidad de las Islas Canarias en el proceso de integración en la OTAN (iniciada por la UCD, partido mayoritario en el Congreso)y denunció la construcción de una base aeronaval en el este de la isla de Gran Canaria. Además, también se dedicó a visibilizar el problema de las drogas en la juventud canaria y solicitó la intervención urgente del Estado para conseguir su erradicación. Fue sonada también la intervención de la UPC en la Ley de Aguas, proponiendo para Canarias la socialización de los recursos hídricos subterráneos. Sonada fue también la negativa de la UPC en el Congreso de los Diputados a votar el Estatuto de Autonomía de Canarias, en tanto en cuanto, no respetaba el Derecho Fundamental (reconocido por las Naciones Unidas)a la autodeterminación de su pueblo.
En un intento por aglutinar a un mayor número de partidos, la UPC fue moderando sus planteamientos y, a la vez, trató de ir dejando de lado a los militantes de base independentistas. Pronto aparecerían fricciones y enfrentamientos internos que llevarían a la disolución de la coalición.
En 1983 se presentan en coalición con Asamblea Canaria.
Los partidos integrantes y sus sucesores están actualmente está casi inactivos. Se presentan a los diferentes procesos electorales integrados o en coalición con partidos de izquierdas con presencia en Canarias y con posibilidades reales de obtener representación a excepción del Partido Socialista de Canarias-Partido Socialista Obrero Español.

## Resultados electorales

### Elecciones al Parlamento de Canarias
| Elecciones y fecha | Candidato               | Votos       | %    | Diputados | Gobierno  |
| ------------------ | ----------------------- | ----------- | ---- | --------- | --------- |
| 1983a              | Gonzalo Angulo González | 46.945 (#3) | 8,48 | 2/60      | Oposición |

a En coalición con Asamblea Canaria (AC).

### Elecciones generales
| Elecciones y fecha | Votos       | %     | Diputados |
| ------------------ | ----------- | ----- | --------- |
| 1979               | 58.953 (#3) | 11,04 | 1/13      |
| 1982               | 35.013 (#4) | 5,36  | 0/13      |

## Formaciones políticas tras la disolución de la UPC
- Células Comunistas pasará a formar parte del Partido Comunista de los Pueblos de España, en Canarias, Partido Comunista del Pueblo Canario.
- Partido de la Revolución Canaria integrará junto al Partido Comunista de España la coalición Izquierda Canaria Unida (ICU). Sectores del antiguo Partido Comunista Canario (provisional) se escindirán y formarán agrupaciones políticas menores que posteriormente formarán parte del Frepic-Awañak.
- Radicales de base de Pueblo Canario Unido. Se fragmentarán en diversos grupos, siendo los más importantes el Frente Popular de Canarias (FPC) y el Partido Siete Estrellas Verdes.
- Movimiento de Izquierda Revolucionaria del Archipiélago Canario. Conservará esta denominación durante un tiempo para, posteriormente, dar paso a Unión de Nacionalistas de Izquierda (UNI)
- Confederación Autónoma Nacionalista Canaria. Pasará a llamarse Izquierda Nacionalista Canaria (INC), aunque su organización sindical (hoy integrada en Intersindical Canaria conservará el nombre de CANC. Posteriormente INC se unirá a Asamblea Canaria para formar Asamblea Canaria Nacionalista.

### En la actualidad
- Se consideran sucesores de Unión del Pueblo Canario:
  - Partidos de izquierda: Unidad del Pueblo, Proyecto Drago, Partido Comunista del Pueblo Canario
  - Partidos y corrientes más o menos de izquierda: Nueva Canarias (Nueva Canarias-Bloque Canarista (NC-BC; también conocido como NCa))
  - Partidos y corrientes más o menos de derecha: Coalición Canaria (CC)